# Lorenzo Vecchiutti
Lorenzo Vecchiutti (Udine, 12 febbraio 1923 – 2010) è stato un multiplista italiano.

## Biografia
È stato l'atleta italiano con più titoli nazionali in questa specialità, ben otto tra il 1946 e il 1954. Fu medaglia d'argento alla prima edizione dei Giochi del Mediterraneo ad Alessandria d'Egitto nel 1951.

## Palmarès
| Anno | Manifestazione          | Sede        | Evento    | Risultato | Prestazione | Note |
| ---- | ----------------------- | ----------- | --------- | --------- | ----------- | ---- |
| 1951 | Giochi del Mediterraneo | Alessandria | Decathlon | Argento   | 5 001 p.    |      |

## Campionati nazionali
- 8 volte campione italiano assoluto del decathlon (dal 1946 al 1951, 1953, 1954)[1]

1946
- Oro ai campionati italiani assoluti, decathlon - 5 775 p.

1947
- Oro ai campionati italiani assoluti, decathlon - 6 335 p.

1948
- Oro ai campionati italiani assoluti, decathlon - 5 980 p.

1949
- Oro ai campionati italiani assoluti, decathlon - 5 969 p.

1950
- Oro ai campionati italiani assoluti, decathlon - 6 348 p.

1951
- Oro ai campionati italiani assoluti, decathlon - 6 447 p.

1953
- Oro ai campionati italiani assoluti, decathlon - 5 375 p.

1954
- Oro ai campionati italiani assoluti, decathlon - 5 207 p.